# Lleis de Nuremberg
Les Lleis de Nuremberg van ser un conjunt de lleis antisemites promulgades pel règim nazi a l'Alemanya nazi el 15 de setembre de 1935. Van ser un punt d'inflexió crucial en la persecució dels jueus a Alemanya, que va culminar en l'Holocaust.

## Contextualització històrica

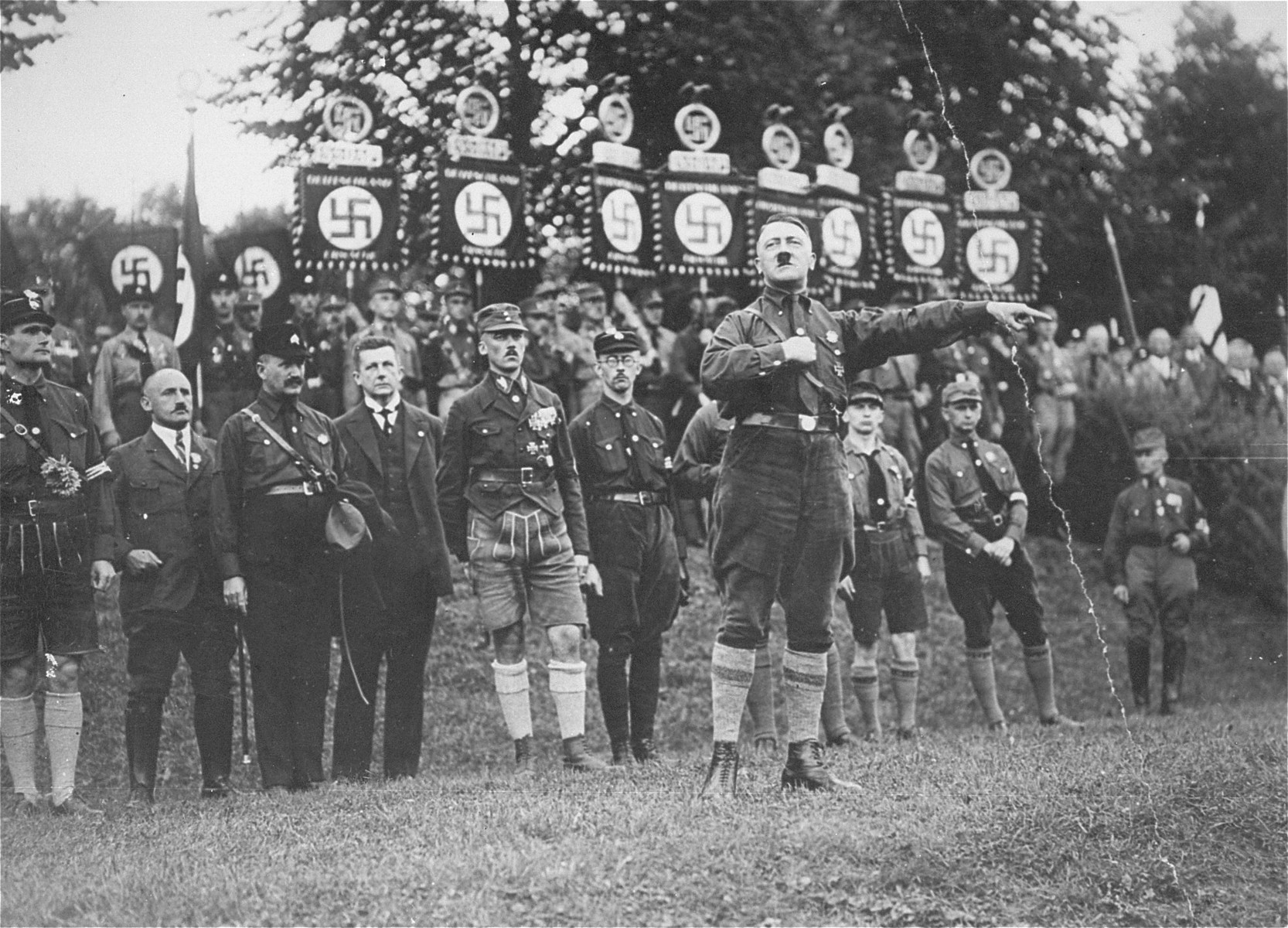
Hitler al Congrés de Nuremberg, 1929

Després que Hitler va arribar al poder el 1933, va marcar un punt d'inflexió en la història d'Alemanya i dels jueus que hi vivien. El nazisme, amb la seva ideologia supremacista blanca i antisemita, va crear un clima de terror i discriminació, que va desembocar en les Lleis de Nuremberg de 1935. Per tant, hi va haver un ràpid creixement en la legislació alemanya dirigida als jueus, però l'existència de molts alemanys laics i ateus d'origen jueu i l'adhesió dels nazis a definicions racials van crear la necessitat d'un mètode legal clar per definir qui era jueu.

### Antisemitisme previ a Hitler
No va ser un fenomen nou en aquest país. Durant segles, els jueus havien estat sotmesos a discriminacions i violència. A finals del segle XIX i principis del XX, l'antisemitisme va ressorgir amb força, sempre alimentat per l'ultranacionalisme, la por a la "pèrdua de la identitat alemanya" i la idea d'un "enemic intern".

### El paper del nazisme
El nazisme va capitalitzar i va alimentar l'antisemitisme existent. La propaganda nazi retratava els jueus com a enemics del poble alemany, responsables dels problemes econòmics del país i conspiradors per dominar el món.La ideologia nazi es basava en la idea de la "superioritat racial" dels alemanys, considerant els jueus com a "racialment inferiors" i una amenaça per a la "puresa" de la raça ària.

### Factors que van conduir a les Lleis de Nuremberg
- Ascens del nazisme: La victòria electoral de Hitler el 1933 va donar al nazisme el poder per implementar la seva ideologia antisemita.[3]
- Antisemitisme institucionalitzat: El govern nazi va promulgar una sèrie de lleis discriminatòries contra els jueus, com ara la Llei per a la Restauració del Servei Civil Professional del 1933, que els va excloure de molts treballs públics.[3]
- Clima de terror: La violència i la intimidació contra els jueus per part dels nazis i dels seus seguidors van crear un clima de terror que va obligar molts a abandonar Alemanya.[3]
- Necessitat d'una definició legal de "jueu": La diversitat religiosa i cultural dels jueus a Alemanya va fer que el règim nazi necessités una definició legal per a poder aplicar les seves polítiques discriminatòries.[3]

### Conseqüències de l'antisemitisme nazi
L'antisemitisme nazi va tenir un impacte devastador en la vida dels jueus a Alemanya i a l'Europa ocupada pels nazis. Van ser sotmesos a una discriminació social i econòmica generalitzada, van patir persecució i violència, i van ser exterminats sistemàticament en l'Holocaust.
Per una banda, hi ha la discriminació social i econòmica, on els jueus van ser exclosos de la vida pública, cultural i econòmica alemanya. Se'ls va prohibir participar en moltes professions, com ara la medicina, el dret i l'ensenyament. Van ser obligats a abandonar els seus negocis i propietats. Se'ls va negar l'accés a l'educació pública, als teatres, als cinemes i a altres llocs públics. Van ser sotmesos a un boicot econòmic. Aquesta discriminació va tenir un impacte devastador en la vida dels jueus, privant-los dels seus mitjans de vida i de la seva participació en la societat alemanya.
També van patir persecució i violència, on a més de la discriminació, els jueus van patir violència física, humiliació pública i segregacions en guetos. Van ser atacats per paramilitars nazis i per la població civil. Van ser obligats a portar l'estrella groga com a identificació. Varen ser sotmesos a treballs forçats en condicions inhumanes. Van ser deportats a camps de concentració i d'extermini. La violència i la persecució van crear un clima de terror per als jueus, i van fer que la seva vida fos constantment inestable i insegura.
L'Holocaust va ser la culminació de l'antisemitisme nazi, amb l'assassinat sistemàtic de 6 milions de jueus a Europa. Van ser assassinats en gasares, afusellats, cremats vius o sotmesos a experiments mèdics cruels. Nens, dones i ancians no van ser exempts de la brutalitat nazi. L'Holocaust va ser un acte de genocidi que va tenir un impacte permanent en el poble jueu i en el món sencer.

## Lleis de Nuremberg: Explicació de les lleis.

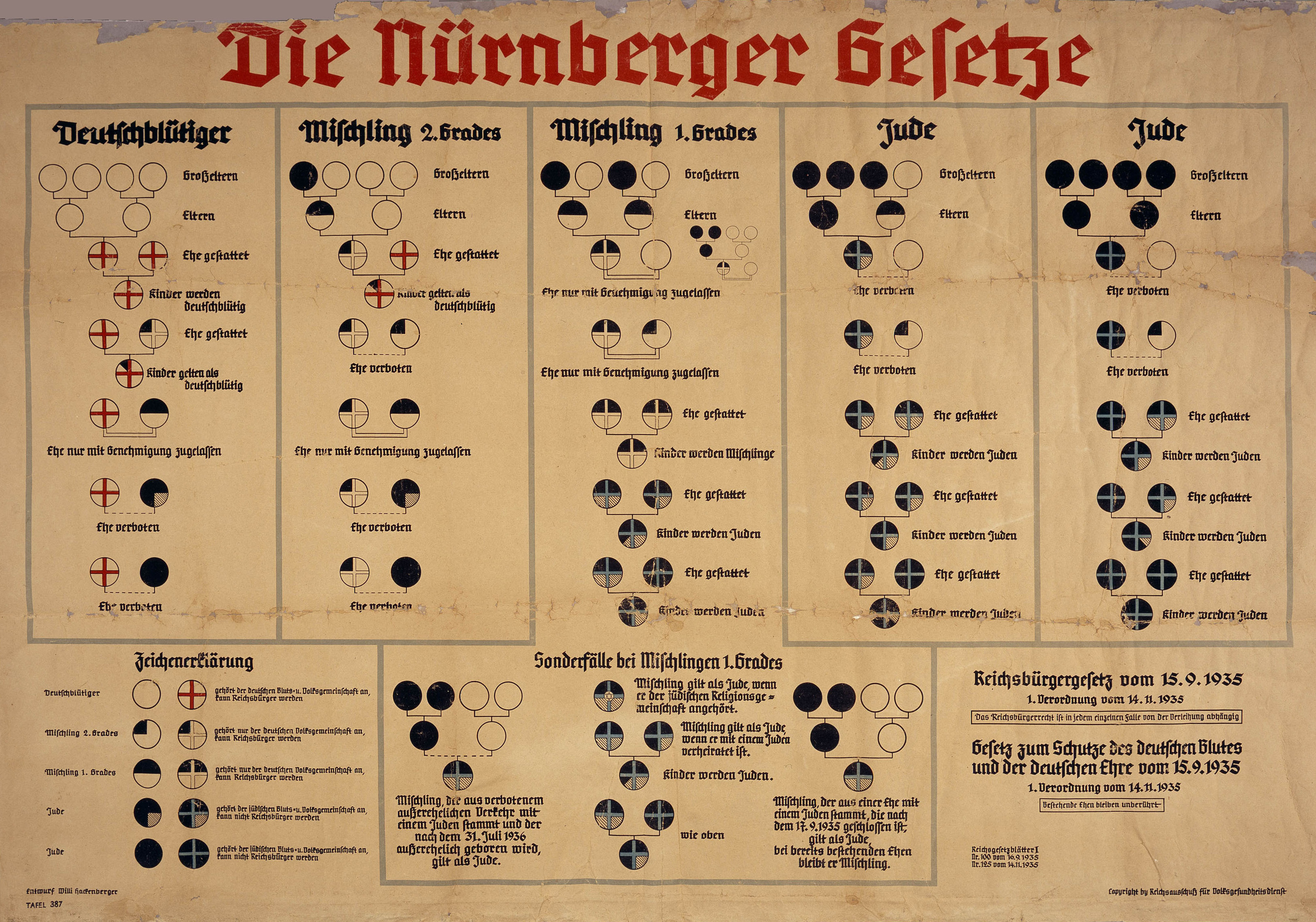
Gràfic de 1935 de l'Alemanya nazi, utilitzat per explicar les lleis de Nuremberg.

Les lleis de Nuremberg (en alemany «Nürnberger Gesetze») de 1935 van ser les lleis antisemites a l'Alemanya nazi que es van introduir en el míting anual de Nuremberg. Les lleis van classificar les persones amb quatre avis alemanys com de «sang alemany o afí», mentre que les persones van ser classificades com a jueus si eren descendents de tres o quatre avis jueus. Una persona amb un o dos avis jueus era un «Mischling», un mestís, de «sang mesclada». Les lleis de Nuremberg van privar els jueus de la nacionalitat alemanya i van prohibir el matrimoni entre jueus i altres alemanys. L'existència de lleis que identifiquen qui era jueu va fer més fàcil per als nazis introduir la legislació que restringia els drets dels jueus. Les lleis van incloure la prohibició de relacions sexuals entre jueus i no jueus alemanys, i la prevenció de «jueus» de participar en la vida cívica alemanya. Abans de 1870, jueus que van viure a l'Alemanya eren definits automàticament com a estrangers i els seus drets van ser restringits, sense importar quantes generacions havien viscut en el país; les lleis de Nuremberg van ser, per tant, en certa manera, una reversió a un estat anterior de coses.

### Consistència de les lleis
La consistències de les lleis estava basada en dos pilars fonaments, per una banda, la Llei de Ciutadana del Reich, i per l’altra la Llei per a la protecció de la Sang i l’Honor Alemany.
Llei de Ciutadania del Reich:
Un súbdit del Reich és una persona que pertany a la protecció de l'imperi alemany i està sotmesa a la seva sobirania. La ciutadania del Reich només pot ser atorgada a aquells que siguin de sang alemanya o afí i que hagin demostrat, mitjançant la seva conducta, ser aptes per servir fidelment al poble i al Reich alemanys.
Llei per a la protecció de la sang i l'honor alemany:
En aquesta llei es prohibeix el matrimoni entre jueus i ciutadans de sang alemanya o afí. Les relacions sexuals extramatrimonials entre jueus i ciutadans de sang alemanya o afí estan prohibides amb l'objectiu declarat de protegir la suposada "puresa racial" de la nació Alemanya.

### Conseqüències: ⁣
Les conseqüències d'aquestes lleis van ser devastadores per a la comunitat jueva a Alemanya i a tot Europa.
- Marginació social, on els jueus van ser exclosos de la vida pública, cultural i econòmica alemanya. Se'ls va prohibir participar en moltes professions, com ara la medicina, el dret i l'ensenyament. Van ser obligats a abandonar els seus negocis i propietats. Se'ls va negar l'accés a l'educació pública, als teatres, als cinemes i a altres llocs públics. Van ser sotmesos a un boicot econòmic. Els jueus van ser obligats a viure en guetos aïllats de la societat alemanya, i se'ls va negar l'accés a la majoria dels aspectes de la vida pública.[4]
- Empobriment, se'ls va prohibir posseir o gestionar negocis i van ser obligats a vendre les seves propietats. Van ser sotmesos a treballs forçats en condicions inhumanes. Amb la pèrdua de la ciutadania i la prohibició de moltes professions, els jueus van ser empobrits i empès a la misèria.[1]
- Persecució, van patir violència física, humiliació pública i se'ls va obligar de viure en guetos. Els jueus van ser sotmesos a violència física per part dels nazis i dels seus seguidors, humiliats públicament i obligats a viure en guetos superpoblats i insalubres.[3]
- Exterminació, on l'Holocaust va ser la culminació de l'antisemitisme nazi, amb l'assassinat sistemàtic de 6 milions de jueus a Europa. Les Lleis de Nuremberg van crear la base legal per a la discriminació i la persecució sistemàtica dels jueus, que va culminar en l'Holocaust, l'assassinat sistemàtic de 6 milions de jueus a Europa.[1]

## Crítiques i impacte
- Crítiques internacional, les Lleis de Nuremberg van ser condemnades per la comunitat internacional, però no van tenir cap efecte en el règim nazi. Malgrat la condemna internacional, el règim nazi va ignorar les crítiques i va continuar implementant les seves polítiques antisemites.[4]
- Divisió, en la societat alemanya va quedar dividida entre els que recolzaven l'antisemitisme nazi i els que s'hi oposaven. Van crear un clima de por i sospita, on els jueus eren vistos com a enemics del Reich. La promulgació de les Lleis de Nuremberg va crear una divisió profunda en la societat alemanya. D'una banda, hi havia els que recolzaven l'antisemitisme nazi i van celebrar les lleis com a protecció de la "puresa racial" del poble alemany. D'altra banda, hi havia els que s'oposaven a les lleis i les consideraven discriminatòries i injustes.[1]
- Normalització de la discriminació, aquestes lleis van normalitzar la discriminació contra els jueus i van fer que la persecució posterior fos més acceptable per a la societat alemanya. Així doncs, les lleis van contribuir a normalitzar la idea que els jueus eren inferiors i que la seva discriminació era justificada. Això va facilitar la implementació de mesures més draconianes contra ells en el futur, com ara la deportació i l'extermini.[1]
- Resistència, que malgrat la por i la repressió, hi va haver alemanys que van resistir les Lleis de Nuremberg i van ajudar els jueus a escapar de la persecució. No tota la societat alemanya va acceptar les Lleis de Nuremberg. Hi va haver individus i grups que van organitzar resistència, ajudant els jueus a escapar de la persecució i proporcionant-los suport material i moral.[3]